# 帕哈林保卡山
12°07′46″S 75°58′01″W / 12.12944°S 75.96694°W
帕哈林保卡山（Paqarin Pawka），是秘魯的山峰，位於該國中南部利馬大區，由米拉弗洛雷斯區和坦塔區負責管轄，屬於秘魯中部山脈的一部分，海拔高度5,200米。